# Arctia bifurcata
Arctia bifurcata är en fjärilsart som beskrevs av Luisa Eugenia Navas 1927. Arctia bifurcata ingår i släktet Arctia och familjen björnspinnare. Inga underarter finns listade i Catalogue of Life.